# Заречье (Калушский район)
Заречье (укр. Заріччя) — село в Болеховской городской общине Калушского района Ивано-Франковской области Украины.
Население по переписи 2001 года составляло 185 человек. Почтовый индекс — 77210. Телефонный код — 03437.